# Mambaya (Moutourwa)
Pour les articles homonymes, voir Mambaya.
Mambaya est une localité du Cameroun située dans la commune de Moutourwa, le département du Mayo-Kani et la Région de l'Extrême-Nord, au pied des monts Mandara, à proximité de la frontière avec le Tchad.

## Localisation
Mambaya est localisé à 10° 08′ 50,8″ N, 14° 10′ 46,2″ E.